# Mychostomina
Mychostomina es un género de foraminífero bentónico de la familia Spirillinidae, del suborden Spirillinina y del orden Robertinida. Su especie tipo es Spirillina vivipara var. revertens. Su rango cronoestratigráfico abarca desde el Barremiense (Cretácico inferior) hasta la Actualidad.

## Clasificación
Mychostomina incluye a las siguientes especies:
- Mychostomina aculeata
- Mychostomina carinata
- Mychostomina deplanata
- Mychostomina invisitata
- Mychostomina lucida
- Mychostomina peripora
- Mychostomina revertens
- Mychostomina truncata